# Рике (станция метро)
Рике (фр. Riquet) — станция линии 7 Парижского метрополитена, расположенная в XIX округе Парижа. Названа по одноимённой улице (фр. Rue Riquet), получившей своё имя в честь французского инженера XVII века Пьера Поля Рике, под руководством которого был прорыт французский Южный канал.
Рядом со станцией располагаются два гидрографических объекта: Уркский канал и Бассейн де ля Вийет.

## История
- Станция открылась 5 ноября 1910 года в составе первого пускового участка линии 7 Опера — Порт-де-ля-Вийет.
- Пассажиропоток по станции по входу в 2011 году, по данным RATP, составил 2 519 241 человек[2]. В 2013 году этот показатель вырос до 2 537 863 пассажиров (217 место по уровню входного пассажиропотока в Парижском метро)[3].

## Галерея

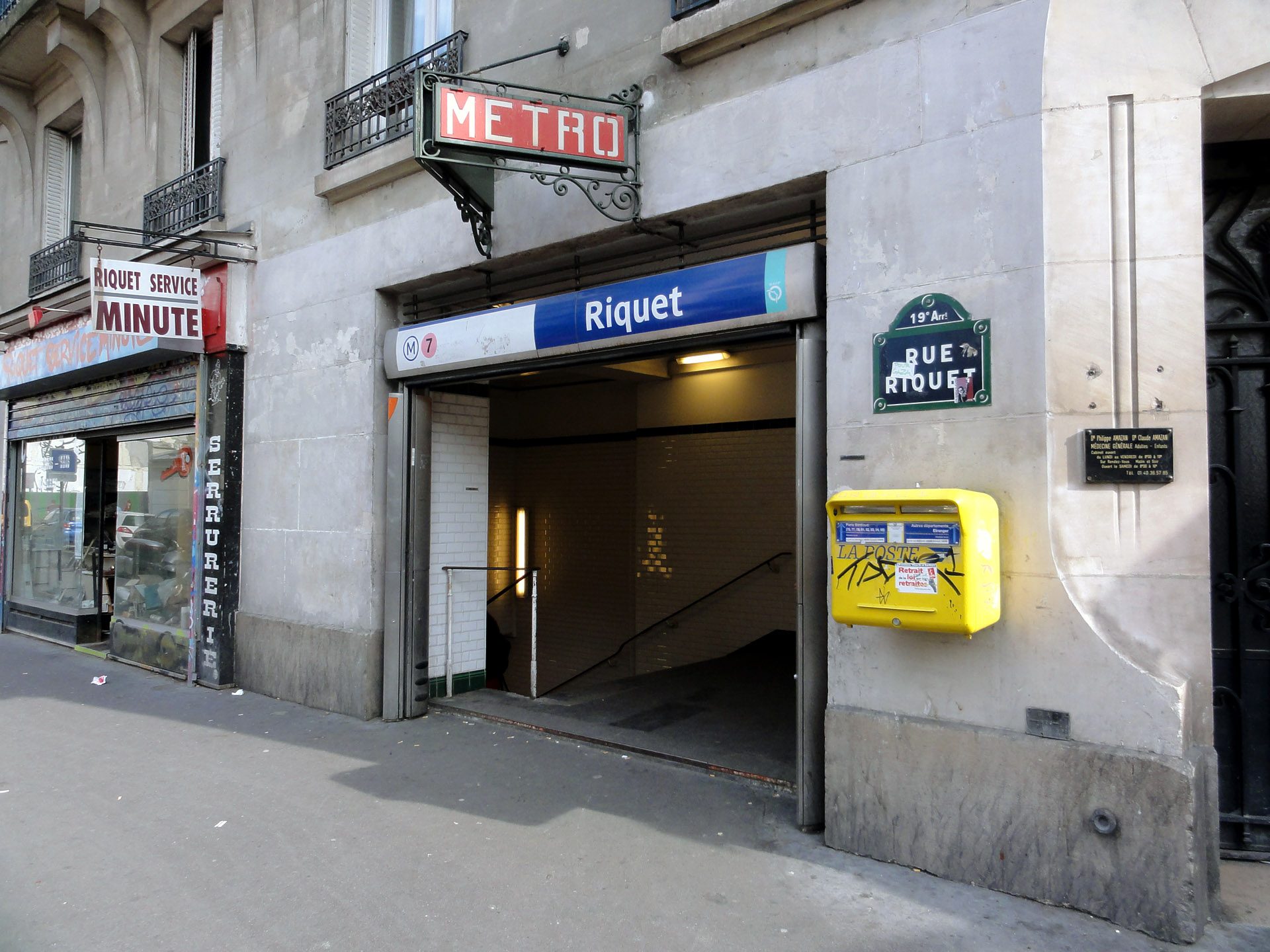
Вход на станцию
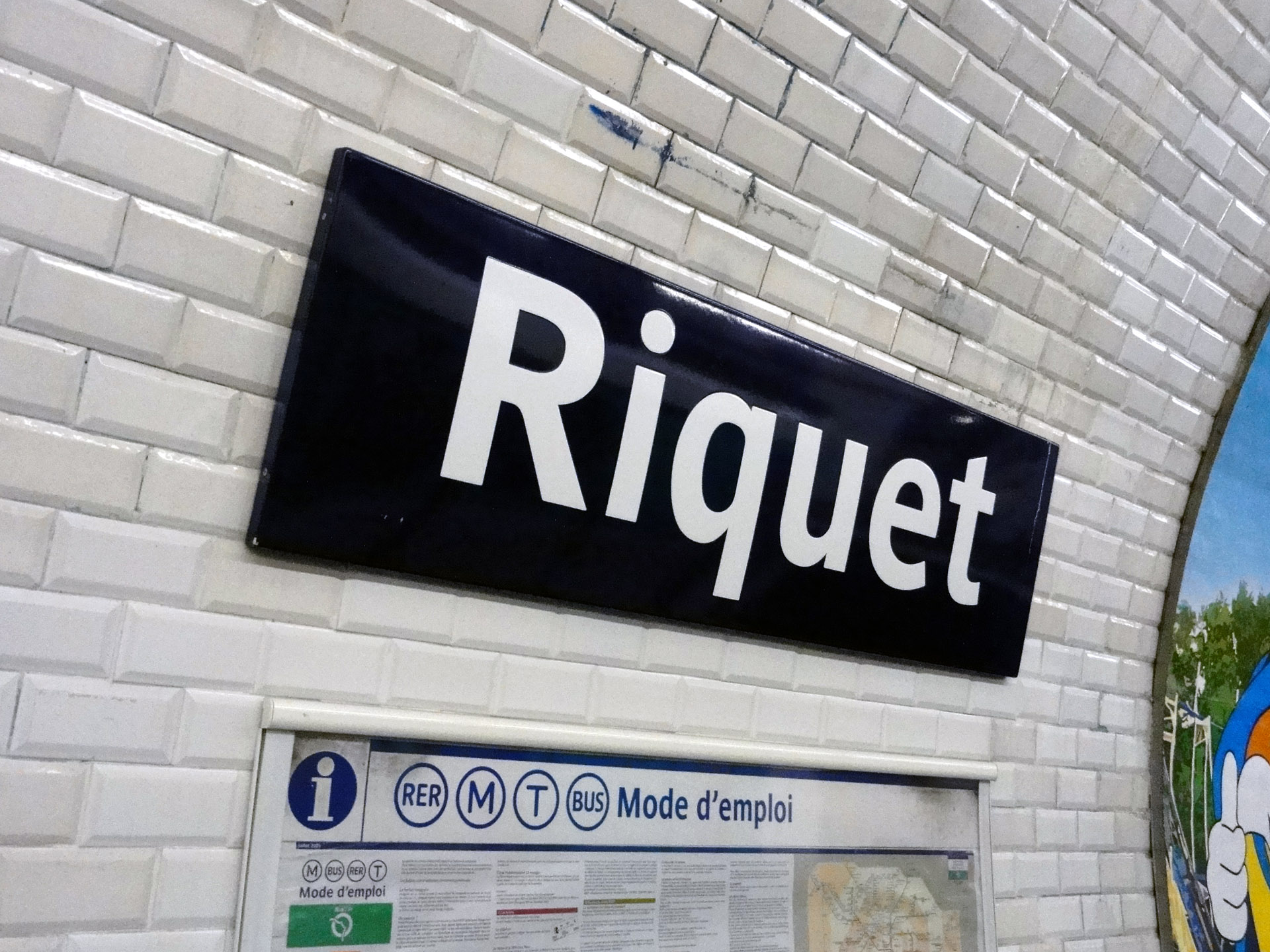
Вывеска с названием станции